# بويان ترايكوفسكي
بويان ترايكوفسكي (بالمقدونية: Бојан Трајковски)‏ مواليد 11 سبتمبر 1986 في جمهورية يوغوسلافيا الاشتراكية الاتحادية، هو لاعب كرة سلة مقدوني. بدأ مسيرته الاحترافية في سنة 2002. اعتزل اللعب في Present. لعب مع شارني سووبسك ونادي بريشتينا لكرة السلة.

## روابط خارجية
- بويان ترايكوفسكي على موقع الاتحاد الدولي لكرة السلة (الإنجليزية)
- بويان ترايكوفسكي على موقع كرة السلة الأوروبية.كوم (الإنجليزية)
- بويان ترايكوفسكي على موقع ريلجم (الإنجليزية)
- بويان ترايكوفسكي على موقع بروبوليرز (الإنجليزية)